# Kay Hagan
Kay R. Hagan (ur. 18 listopada 1951 w Shelby, zm. 28 października 2019 w Greensboro) – amerykańska polityk, członkini Partii Demokratycznej, od 1999 roku członkini Senatu stanu Karolina Północna, a od 2009 do 2015 Senator Stanów Zjednoczonych (pokonała ubiegającą się o drugą kadencją republikankę Elizabeth Dole 4 listopada 2008).
Jej wujem był Lawton Chiles, senator i gubernator Florydy.